# モンロー郡区 (アイオワ州バトラー郡)
モンロー郡区は、アメリカ合衆国、アイオワ州、バトラー郡にある16の郡区の一つである。2000年の国勢調査で、人口は1637人だった。

## 地理
モンロー郡区は、92.88平方キロメートル（35.86平方マイル)で、Aplingtonが含まれる。アメリカ地質調査所によると、この郡区はBethel ReformとMonroe TownshipとOak HillとPleasant ViewとSaint Patricks Catholicの5つの霊園が含まれる。